# فرانچسکو دیسانتو
فرانچسکو دیسانتو (انگلیسی: Francesco Disanto؛ زادهٔ ۱۰ اکتبر ۱۹۹۴) بازیکن فوتبال اهل ایتالیا است که در حال حاضر برای ترنتو ۱۹۲۱ در پست هافبک بازی می‌کند.

## دوران باشگاهی
فرانچسکو دیسانتو در فلورانس زاده شد و دوران فوتبال خود را در باشگاه فوتبال اسکاندیچی در رقابت‌های سری دی آغاز کرد.
پس از یک دوره حضور در فصل ۲۰۱۴–۲۰۱۳ در آرتزو، در ۳ ژوئیه ۲۰۱۴ با باشگاه پونتدرا از رقابت‌های سری سی قرارداد امضا کرد. دیسانتو در ۱۴ سپتامبر ۲۰۱۴ در برابر آنکونا نخستین بازی حرفه‌ای خود را انجام داد. او به مدت سه سال در پونتدرا بازی کرد.
در ژانویهٔ ۲۰۱۸، او به باشگاه سانجوانزه از رقابت‌های سری دی پیوست.
او در سال ۲۰۱۹ به باشگاه سان دوناتو تاوارنله از سری دی پیوست. دیسانتو در طول دو فصل، ۴۷ بازی برای این تیم انجام داد.
در ۱۰ ژوئیهٔ ۲۰۲۱، او به سری سی بازگشت و با سیه‌نا قرارداد بست.
در ۲۴ ژوئیهٔ ۲۰۲۳، دیسانتو به باشگاه فوتبال ویرتوس انتلا پیوست.
در ۶ ژوئیهٔ ۲۰۲۴، دیسانتو با ترنتو قراردادی دو ساله امضا کرد.